# 方山道站
方山道站是一个位于中国天津市东丽区万新街道鸿福道与程盛道交叉口，属于天津地铁10号线的地铁车站。

## 車站出口
万山站共设4个出口，各出口及周围设施如下所示：
|              |      |              |                                  |
| 出口编号     | 照片 | 地点         | 可到达目的地                     |
| 出口 · B     |      | 鸿福道东南侧 | 鸿福道                           |
| 出口 · C · 1 |      | 增盛道南侧   | 好美家园、舒畅欣园               |
| 出口 · C · 2 |      | 增盛道北侧   | 上东金茂智慧科学城、舒畅园       |
| 出口 · D     |      | 鸿福道东北侧 | 天增路、一轻局仓库、增兴窑村委会 |